# Surin (Vienne)
Surin – miejscowość i gmina we Francji, w regionie Nowa Akwitania, w departamencie Vienne.
Według danych na rok 1990 gminę zamieszkiwało 151 osób, a gęstość zaludnienia wynosiła 13 osób/km² (wśród 1467 gmin regionu Poitou-Charentes, Surin plasuje się na 843. miejscu pod względem liczby ludności, natomiast pod względem powierzchni na miejscu 748.).